# Vajdasági Magyar Tudományos Diákköri Konferencia
A Vajdasági Magyar Felsőoktatási Kollégium (VMFK, https://vmtdk.edu.rs) 2002 óta minden évben megrendezi a Vajdasági Magyar Tudományos Diákköri Konferenciát (VMTDK) az Újvidéki Egyetem valamelyik karán.
A VMTDK Kárpát-medencei hatókörű, magyar nyelvű tudományos és művészeti diákköri mozgalom, amelyben évente mintegy 150 hallgató vesz részt új kutatási eredményeivel. A kutatásokat témavezető egyetemi tanárok, mentorok irányítják.

## Célja
- magyar nyelvű, Kárpát-medencei hatókörű, tudományos-művészeti fórum, nyilvános  fellépési lehetőség és szakmai kapcsolatháló megteremtése az Újvidéki Egyetem hallgatói és főiskolásai számára
- hallgatók, fiatal kutatók és egyetemi tanárok, kutatók közötti kapcsolatok építése
- a magyar nyelv közéleti színtereinek bővítése a vajdasági felsőoktatásban és tudományosságban
- a vajdasági magyar elitképzés tervszerűsítése
- a tudományos igényű, innovatív, értékteremtő tevékenység ösztönzése a felsőoktatásban
- a vajdasági magyar közösség iskolázottsági szintjének növelése, képzési és önképzési lehetőségeinek bővítése
- a fiatal kutatók társadalmi érvényesülésének, a minőségvédelem biztosításának elősegítése
- az Újvidéki Egyetemnek mint többnyelvű egyetemi modellnek a fejlesztése
- a vajdasági felsőoktatási intézményekbe járó alap- és mesterképzős hallgatók számára a magyarországi Országos Tudományos Diákköri Konferenciára (OTDK) történő nevezési jelölések biztosítása a VMTDK tudományos bizottsága által (Figyelem! Külföldiek innen nem juthatnak tovább az OTDK-ra.)
- a vajdasági magyar tudományos és művészeti közélet fellendítése.

## Gyökerei, modellje
A Vajdasági Magyar Felsőoktatási Kollégium 2002 óta minden évben megszervezi a Vajdasági Magyar Tudományos Diákköri Konferenciát az Újvidéki Egyetem valamelyik karán.
A VMTDK a vajdasági egyetemi tanárok, kutatók kezdeményezésére, hazai igények kielégítésére jött létre 2002-ben a VMFK keretében saját TDK-koncepció alapján, és azóta is ezekhez idomulva fejleszti a konferencia sajátos modelljét, keresi a vajdasági magyar tudományos és művészeti utánpótlás kinevelésének leghatékonyabb lehetőségeit.
A VMTDK egyedi, önálló modelljének legfontosabb elemei: a magyar nyelvűség, az egész tartományt átfogó jelleg (VMTDK-koordinátorok működése a szabadkai és újvidéki karokon és az Európa Kollégiumban), a nemzetközi jelleg, a multidiszciplinaritás (minden tudományos és művészeti diszciplína képviselete), a vajdasági felsőoktatás többnyelvű modelljének fejlesztése a magyar nyelv nyilvános egyetemi színtereinek bővítése által, diákbarát és befogadó jelleg, a diákelnöklők alkalmazása, az egyéni webprofil biztosítása, a konferencia vizuális arculatának igényes megjelenítése a rendezvényen és a nyomtatott/online anyagokon, a top témák meghirdetése, a csökkentett versenyjelleg, a Kristálygömb díj, a nagyszámú és mindig megújuló tudományos bizottság, publikációk (rezümékötet, VMTDK-top témák sorozat, Philos folyóirat), a vándorrendezvény-jelleg. 
Már az első konferencia Kárpát-medencei hatókörű fórum volt, a VMTDK folyamatos nemzetközi kitekintést is nyújt, ezáltal biztosítja a magyar tudományosságon belüli vérkeringést. Elsőrendű feladata azonban az, hogy - mint tartományi szintű rendezvény - összefogja a szabadkai és újvidéki akadémiai polgárokat (hallgatókat és tanárokat) egyaránt: vajdasági diákköri mozgalomként egy közös nyilvános teret, kohéziót biztosítson a mozaikosan szétszóródó vajdasági egyetemi karok között. A VMTDK a vajdasági magyar felsőoktatás legtágasabb, diskurzusteremtő színtere.
A vajdasági magyar egyetemi hallgatók túlnyomó többsége szerb nyelven tanul, ezért kutatási eredményeiknek a VMTDK nagy nyilvánossága előtt zajló, magyar nyelvű bemutatása a magyar szaknyelv elsajátítására ösztönöz, s ez már önmagában is siker.

## A VMTDK számokban
A VMTDK olyan magyar nyelvű tudományos diákköri mozgalom, amelyben évente mintegy 150 hallgató, fiatal kutató vesz részt új szakmai eredményeivel. (2002, 1. VMTDK, Szabadka, 56 résztvevő; 2003, 2. VMTDK, Újvidék, 76 résztvevő; 2004, 3. VMTDK, Zenta, 82 résztvevő; 2005, 4. VMTDK, Szabadka, 98 résztvevő ; 2006, 5. VMTDK, Újvidék, 97 résztvevő; 2007, 6. VMTDK, Újvidék, 82 résztvevő; 2008, 7. VMTDK, Újvidék, 104 résztvevő; 2009, 8. VMTDK, Szabadka, 110 résztvevő; 2010, 9. VMTDK, Újvidék, 150 résztvevő, 2011, 10. VMTDK, Újvidék, 153 résztvevő; 2012, 11. VMTDK, Szabadka, 188 résztvevő; 2013, 12. VMTDK, Újvidék, 146 résztvevő; 2014, 13. VMTDK, Újvidék, 135 résztvevő; 2015, 14. VMTDK, Szabadka, 164 résztvevő; 2016, 15. VMTDK, Újvidék, 152 résztvevő; 2017, 16. VMTDK, Újvidék, 134; 2018, 17. VMTDK, Újvidék, 146 résztvevő; 2019, 18. VMTDK, Újvidék, 137 résztvevő; 2010, 19. VMTDK, Újvidék, 139 résztvevő; 2021, 20. VMTDK, Újvidék, 115 résztvevő, 21. VMTDK, Újvidék, 122, 22. VMTDK, Újvidék, 148).

## Szerkezete
A VMTDK szekciói felölelik a tudományok és művészetek minden területét.
A programok négy napon zajlanak: 
1.	Csütörtökön a Philos folyóirat műhelykonferenciáját és irodalmi programját tartjuk.
2.	Pénteken a művészeti programokra kerül sor. 
3.	Szombaton zajlik a tudományos konferencia: délelőtt vannak az ünnepi plenáris előadások, délután pedig 10-12 szekcióteremben párhuzamosan folynak a VMTDK szekciói.
4.	Vasárnap szervezői kerekasztal.

## Jelentkezők
A konferenciára minden 35 éven aluli, itthon vagy Magyarországon tanuló vajdasági egyetemi hallgató, főiskolás, doktorandusz és kutató jelentkezhet magyar nyelvű tudományos/művészeti pályamunkával (dolgozat, előadás, alkotás stb.), amely önálló tudományos/művészeti kutatásokra épül a jelentkező felsőoktatási tanulmányainak szakterületéről.
Korlátozott számban (max. 50) jelentkezhetnek külföldi egyetemisták, doktoranduszok, 35 éven aluli kutatók (max. ötvenen) a Kárpát-medence más régióiból (Magyarország, Románia, Szlovákia, Kárpátalja, Horvátország stb.) is.
A konferencia nemzetközi jellegű, a mintegy 100 vajdasági résztvevő mellett a Kárpát-medence minden régiójából érkeznek résztvevők.

## Szekciók
1. élő természettudományok
2. élettelen természettudományok
3. műszaki tudományok
4. társadalomtudományok
5. humán tudományok
6. művészetek

## A konferencia nyelve
A tanácskozás nyelve magyar. A rendezvény a magyar szaknyelv igényes használatára, közéleti gyakorlására ösztönöz.

## Publikáció
A konferenciára megjelenik az ISBN számmal ellátott, magyar és angol nyelvű rezümékötet. A VMTDK megjelentetési lehetőségeit bővíti még a VMTDK TOP TÉMÁK sorozat és a Philos folyóirat (philos.rs).

## Top téma
A VMTDK minden évben meghirdeti a konferencia központi témáját, amely természetesen nem kötelező érvényű. A korábbi top-témák: Duna, kristály, gömb, tükör, fa, fény, háló, tenger, szív, föld, ég, béke, káosz, erósz.

## Díjak
Kristálygömb Díj, szekcióelső díj, különdíj, OTDK-nevezés.
A VMTDK nem versenyjellegű, de a nemzetközi tudományos bizottság több díjat is kihirdet.
SZEKCIÓELSŐ díjat két kategóriában lehet nyerni:
1. egyetemi hallgatói, mesterképzős
2. doktoranduszi és fiatal kutatói kategória (35 éves korig).
A szekcióelső díjakat a külföldi résztvevők is elnyerhetik.
KÜLÖNDÍJRA is minden fellépő esélyes.
OTDK NEVEZÉSI JELÖLÉST csupán a vajdasági felsőoktatási intézményekbe járó alap- és mesterképzős hallgatók nyerhetnek.

### KRISTÁLYGÖMB DÍJ
A kuratórium 2006 óta a korábbi VMTDK-kon felmutatott kimagasló tudományos ill. művészeti eredmények alapján odaítéli a Kristálygömb Díjat, amelynek eddigi nyertesei dr. Samu János Vilmos (2006), dr. Simon Vilmos (2007), mgr. Lázár Tibor (2008), dr. Telek Tamás (2009), dr. Holló Berta (2010), dr. Beke Ottó (2011), dr. Novák Anikó (2012), dr. Kiss Ferenc (2013), Beretka Sándor (2014), dr. Harmathy Norbert (2015), dr. Pápista Zsolt (2016), dr. Lendák-Kabók Karolina (2017), Vass Szabolcs (2018), dr. Oláh Tamás (2019), dr. Pfeiffer Attila (2020), dr. Vickó Krisztina (2021), dr. Vastag Erna (2022), Kiss Tamás (2023).

### OTDK-KVALIFIKÁCIÓ
A VMTDK egyúttal a vajdasági felsőoktatási intézményekbe járó alap- és mesterképzős hallgatók számára a magyarországi Országos Tudományos Diákköri Konferenciára (OTDK) történő nevezések kvalifikációs lépcsője, a VMTDK tudományos bizottsága javaslatai alapján lehet a dolgozatokat benevezni a kétévenként megszervezett OTDK-ra (http://www.otdk.hu/).

### TUDOMÁNYOS BIZOTTSÁG
A VMTDK mintegy 50 tagú, minden évben megújuló tudományos bizottsága vajdasági és külföldi egyetemi tanárokból, kutatókból áll. Feladata a VMTDK szakmai színvonalának biztosítása és a díjak odaítélése, kiosztása.

### SZERVEZŐ BIZOTTSÁG
A VMFK olyan tartományi tudományos-felsőoktatási ernyőszervezet, amely tevékenysége, ösztöndíjasai és tutorai révén egész Vajdaságot felöleli. A konferencia házigazdái az Újvidéki Egyetem rektorátusa és egyes karai. A konferencia főszervezője a VMFK elnöke, dr. Csányi Erzsébet egyetemi tanár. A szervező bizottságban hazai és külföldi egyetemi tanárok, tanársegédek, hallgatók, informatikusok, szerkesztők vesznek rész. A VMTDK koordinátorai Szabadka és Újvidék egyetemein dolgozó tanárok, tanársegédek. A konferencia szervezettségi szintjét együttműködési megállapodások és koordinátorok biztosítják (Bölcsészettudományi Kar, a szabadkai székhelyű Magyar Tannyelvű Tanítóképző Kar, az újvidéki székhelyű Európa Kollégium).
VMTDK PRO SCIENTIA ET ARTE
A VMTDK szellemi védnöki testülete a VMTDK PRO SCIENTIA ET ARTE, amelynek tagjai a VMTDK plenáris tanárelőadói:
Kastori Rudolf akadémikus, az MTA külső tagja, Göncz Lajos, a Vajdasági Tudományos és Művészeti Akadémia tagja, Nusser Zoltán akadémikus, az MTA rendes tagja, Pléh Csaba akadémikus, az MTA rendes tagja, Pálinkás József akadémikus, az MTA korábbi elnöke, Káich Katalin emeritus tanár, Kocsis Károly akadémikus, az MTA rendes tagja, Kövecses Zoltán, az MTA doktora, Tolnai Ottó költő, Bereczkei Tamás, az MTA doktora, dr. Hódi Sándor pszichológus, dr. Simon Vilmos egyetemi docens, Huszár Rudolf akadémikus, az MTA kültagja, dr. Hózsa Éva egyetemi tanár, Kosztolányi György akadémikus, az MTA alelnöke, dr. Barak Ottó egyetemi tanár, dr. Horváth Péter, az MTA doktora
és a Kristálygömb díjasok:
Samu János Vilmos (2006), dr. Simon Vilmos (2007), mgr. Lázár Tibor (2008), dr. Telek Tamás (2009), dr. Holló Berta (2010), Beke Ottó (2011), Novák Anikó (2012), dr. Kiss Ferenc (2013), Beretka Sándor (2014), dr. Harmathy Norbert (2015), Pápista Zsolt (2016), Lendák-Kabók Karolina (2017), Vass Szabolcs (2018), Oláh Tamás (2019), dr. Pfeiffer Attila (2020), dr. Vickó Krisztina (2021), dr. Vastag Erna (2022), Kiss Tamás (2023).
Forrás
- https://vmtdk.edu.rs/